# Informationsvergabe
Die Informationsvergabe im Drama ist ein komplexer und vielschichtiger Vorgang, der erstmals 1977 durch den Literaturwissenschaftler Manfred Pfister systematisch in seiner Gesamtheit erfasst wurde. Demnach finden Übermittlungen von Informationen nicht nur zwischen den Figuren eines dramatischen Geschehens statt (inneres Kommunikationssystem), sondern gelangen durch die Aufführungssituation auch in das Wahrnehmungsvermögen des Zuschauers (äußeres Kommunikationssystem). Das bedeutet, dass „ein und dasselbe sprachliche oder außersprachliche Signal ... im Normalfall im äußeren und inneren Kommunikationssystem unterschiedlichen Informationswert [hat]“.

## Vorinformation und Erwartungshorizont des Zuschauers
Ausgangspunkt der Informiertheit eines Zuschauers ist häufig die Dramengattung und die damit verbundene Erwartung. Im Allgemeinen wissen Zuschauer vor dem Theaterbesuch, ob sie eine Tragödie oder eine Komödie zu sehen bekommen. Ebenso vermittelt der Titel konkretere Erwartungen, wobei immer auch bewusste strategische Fehlinformationen des Autors vorliegen können. Die Funktion von thematischen Vorinformationen historischer oder mythologischer Art liegt darin, dass die dramatische Exposition nicht mehr die gesamte Vorgeschichte erneut aufbereiten muss.

## Interrelation der Informationsvergabemodi
Im Verhältnis zwischen sprachlichen und außersprachlichen Informationen gibt es drei Relationsmöglichkeiten, die von Pfister als Identität, Komplementarität und Diskrepanz bezeichnet werden. Die Identität zwischen geäußerter Absicht einer Figur und entsprechender Handlung führt quasi zur Verdopplung der Information.
Im Falle der Komplementarität ergänzen außersprachliche Informationen (Gesten, Bewegungen etc.) die sprachlich vermittelte Information.
Die Diskrepanz zwischen Äußerung und Tätigkeit ist relativ jungen Datums und häufig mit dem absurden Theater verbunden. Bekannt ist das Beispiel aus Becketts Warten auf Godot, wo die Figuren mehrfach äußern, aufbrechen zu wollen, es dann aber nicht tun.

## Relationen zwischen Figuren- und Zuschauerinformiertheit
Dass die Figuren entsprechend ihrer Rolle unterschiedliche Grade von Informiertheit aufweisen, ist nicht verwunderlich. Der Vorteil des Publikums (und damit wichtiger Teil der Wirkungsstruktur dramatischer Texte) ist jedoch, dass die Zuschauer „die jeweils nur partielle Informiertheit der einzelnen Figuren summieren und miteinander korrelieren können“.
Daraus resultiert ein Informationsvorsprung der Zuschauer gegenüber den einzelnen Figuren. Dies ist von der Antike bis heute die quantitativ dominierende Struktur diskrepanter Informiertheit.
Wesentlich weniger häufig ist die umgekehrte Struktur des Informationsrückstands des Zuschauers. Beispiel dafür ist Kleists Lustspiel Der zerbrochene Krug, wo der Zuschauer erst nach einigen Szenen durch die Ausflüchte und Täuschungsmanöver des Dorfrichters Adam an die Tatsache herangeführt wird, dass dieser den Krug zerbrochen hat. Kongruente Informiertheit stellt sich in allen Dramentexten mit geschlossenem Ende ein, wenn sich in der letzten Spielphase Informationsdiskrepanzen zwischen den Figuren und dem Publikum auflösen.

## Dramatische Ironie
Auch die dramatische Ironie ist ein Spezialfall diskrepanter Informiertheit (siehe Dramatische Ironie).

## Die Perspektivenstruktur dramatischer Texte
Die Perspektivenstruktur eines dramatischen Textes stellt sozusagen den übergeordneten Zusammenhang der Relation von Figuren- und Zuschauerinformiertheit dar, indem sich aus den korrespondierenden und kontrastierenden Figurenperspektiven die Aussage oder Bedeutung generiert. Dabei kommt es in der Zuschauerwahrnehmung zu einer Über- bzw. Unterordnung der einzelnen Figurenperspektiven. 

## Techniken der Perspektivensteuerung
Wie das Publikum aus den verschiedenen Figurenperspektiven die vom Autor beabsichtigte Rezeptionsperspektive erstellt, hängt konkret von einer Reihe von Steuerungstechniken zusammen. Neben den außersprachlichen Informationen wie Statur, Physiognomie, Kostüme, Mimik, Bühnenbild, Requisiten, Geräusche, Musik etc. sind die verbalen Bewertungssignale zu nennen wie z. B. sprechende Figurennamen, Verhalten von Figuren im Handlungsablauf, aber auch die Konvention der am Dramenende sich einstellenden poetischen Gerechtigkeit, durch die Gute belohnt und Böse bestraft werden.

## Typen der Perspektivenstruktur
Pfister benennt drei idealtypische Strukturen: die a-perspektivische Struktur, die geschlossene Perspektivenstruktur und die offene Perspektivenfigur. Alle drei erklären sich aus der kategorialen Differenz zwischen innerem und äußerem Kommunikationssystem. Bei der a-perspektivischen Struktur ist die zentrale Aussage im inneren Kommunikationssystem identisch mit der Wahrnehmung der Zuschauer (Monoperspektivität). In der geschlossenen Perspektivenstruktur bieten sich im inneren Kommunikationssystem mehrere Wahrnehmungen an (Polyperspektivität), für den Zuschauer jedoch nur eine (Monoperspektivität). Als Beispiel sei das Spiel-im-Spiel in Shakespeares Hamlet genannt. Während Hamlet und Horatio die Spielszene der Schauspieltruppe benutzen, um herauszufinden, ob Claudius der Mörder von Hamlets Vater ist, sehen die Höflinge und Zuschauer des inneren Kommunikationssystems, dass Hamlet Claudius bedroht, denn in der gespielten Geschichte ist der Mörder der Neffe des Königs so wie Hamlet der Neffe von Claudius ist. Innerhalb des Figurenensembles gibt es also mehrere Figurenperspektiven, während die Zuschauer im äußeren Kommunikationssystem beides korrelieren und zu einem Ergebnis kommen, nämlich dass Claudius sich schuldig gemacht hat.
In der offenen Perspektivenstruktur konkurrieren mehrere Perspektiven im inneren Kommunikationssystem ebenso wie im äußeren. (Polyperspektivität). Das Dramenende lässt den Zuschauer also ohne Lösung zurück.

## Quelle
- Manfred Pfister. Das Drama – Theorie und Analyse. Wilhelm Fink, München 1977, ISBN 3-7705-1368-1.